# Tudorancea Ciurea
Tudorancea Ciurea (n. 1888 – d. 1971) a fost un general român care a luptat în cel de-al Doilea Război Mondial.

## Cariera militară
Colonelul Ciurea a fost numit, prin delegație, în funcția de prefect al județului Ilfov, fiind înlocuit din această funcție în 7 ianuarie 1942 de colonelul Cristache Gheorghiu.
- 1942 – 1943 - Comandantul Diviziei 1-a Grăniceri.
- 1943 - Comandantul Diviziei a 4-a Munte.
- 1943 – 1944 - Comandantul Corpului Special de Reparații.
- 1944 - În Retragere.

A fost înaintat apoi la gradul de general de brigadă.

## Decorații
- Ordinul „Steaua României” în gradul de ofițer (8 iunie 1940)[2]
- Ordinul „Steaua României” cu spade în gradul de Comandor cu panglica de „Virtute Militară” (12 mai 1945)[3]